# Aggius
Aggius là một đô thị ở tỉnh Sassari trong vùng Sardinia, có khoảng cách khoảng 190 km về phía bắc của Cagliari và cách khoảng 35 km về phía tây của Olbia. Tại thời điểm ngày 31 tháng 12 năm 2004, đô thị này có dân số 1.647 người và diện tích là 83,5 km².
Đô thị Aggius có các frazione (đơn vị cấp dưới) bonaita.
Aggius giáp các đô thị: Aglientu, Bortigiadas, Tempio Pausania, Trinità d'Agultu e Vignola, Viddalba.